# André Segatti
André Luciano Segatti (São Paulo, 15 de maio de 1972), é um ator, modelo, atleta e atual empresário brasileiro. Ficou conhecido após integrar por sete anos o humorístico A Turma do Didi.
Em 2013, após finalizar seu contrato com a RecordTV, se afastou temporariamente da carreira artística para se dedicar ao ramo do empreendedorismo como consultor de cosméticos, revendedor de peças íntimas e como sócio de uma empresa de roupas infantis, a Segattinho Baby, criada por seus pais em 1975.

## Biografia
Segatti iniciou a carreira artística aos sete anos de idade, atuando em comerciais para uma agência chamada Pritt da Tia Irani, que lançou vários artistas, como Angélica, Danton Melo, Selton Melo, entre outros. Começou a atuar profissionalmente no teatro aos 15 anos. Nessa época também começou a trabalhar como modelo e também foi nadador profissional federado. Já aos 20, André morou nos Estados Unidos e na Europa. Ao voltar para o Brasil, entrou para a Oficina de Atores da Globo, entre 1995 e 1996. Desde então começou a fazer diversos trabalhos na emissora.
Em 1998, passou a integrar o elenco do programa A Turma do Didi, onde permaneceu por sete anos, até 2002. Em 2005, transferiu-se para a RecordTV, atuando em telenovelas como Prova de Amor (2005), Caminhos do Coração (2007) e Balacobaco (2012), além de participar da primeira temporada do reality A Fazenda em 2009.
Em 2013, após encerrar seu contrato com a Record, André passou a se dedicar ao ramo empresarial, atuando como consultor de vendas de cosméticos e revendedor de peças íntimas, como lingeries. Ele também é sócio da empresa Segattinho Baby, uma linha de roupas infantis fundada originalmente por seus pais em 1975.
Em 2018, voltou a Rede Globo, fazendo uma participação no humorístico Tá no Ar: A TV na TV como uma paródia do herói Thor.

## Vida pessoal
Em 1997 nasceu seu filho, Kauã Segatti, fruto de um relacionamento de oito anos do ator com uma fotógrafa, o qual não deu continuidade logo após. Entre 1999 e 2000 namorou a atriz Danielle Winits. Em 2001 começou a namoror a apresentadora Cléo Brandão, permanecendo até 2002. Em 2009 namorou alguns meses a empresária Adila Suarez. Em 2010 começou a namorar a atriz e psicóloga Louise Nagel, com quem se casou e teve um filho, Bryan.

## Filmografia

### Cinema
| Ano  | Título                                   | Personagem           | Notas          |
| ---- | ---------------------------------------- | -------------------- | -------------- |
| 1999 | O Trapalhão e a Luz Azul                 | Davi / Príncipe Levi |                |
| 2007 | After Night                              | Traficante Ricardo   | Curta-metragem |
| 2009 | Syndrome                                 | Gregory              | Curta-metragem |
| 2018 | E.A.S.: Esquadrão Antissequestro         | Drago                |                |
| 2025 | C.I.C - Central de Inteligência Cearense |                      |                |

### Televisão
| Ano     | Título               | Personagem                | Notas                                  |
| ------- | -------------------- | ------------------------- | -------------------------------------- |
| 1997    | O Amor Está no Ar    | Gorila                    | Episódio: "25 de maio"                 |
| 1998    | Malhação             | Drago                     | Episódio: "23—27 de novembro"          |
| 1998    | Labirinto            | Alex                      | Episódio: "10 de novembro"             |
| 1998–02 | A Turma do Didi      | André / Andrezão          | Temporadas 1–4                         |
| 1999    | Torre de Babel       | Batata                    | Episódio: "15 de janeiro"              |
| 1999    | Chiquinha Gonzaga    | Eduardo Toledo            | Episódio: "19 de março"                |
| 1999    | Sai de Baixo         | Bonardi                   | Episódio: "Se a Minha Pizza Falasse"   |
| 1999    | Andando nas Nuvens   | Gogo boy                  | Episódio: "5 de novembro"              |
| 2000    | Laços de Família     | Dono da padaria do Leblon | Episódio: "23 de outubro"              |
| 2005    | Mandrake             | Membro da Yan             | Episódio: "Yag"                        |
| 2005    | Prova de Amor        | Rogério Correia (Gerião)  |                                        |
| 2007    | Caminhos do Coração  | Ernesto Justo             |                                        |
| 2007    | Louca Família        | Zito                      | Especial de fim de ano                 |
| 2008    | Os Mutantes          | Ernesto Justo             |                                        |
| 2009    | A Lei e o Crime      | Ferradura                 | Episódio: "27 de abril"                |
| 2009    | Bela, a Feia         | Ivo Alencar               | Episódio: "14 de agosto—27 de outubro" |
| 2009    | A Fazenda 2          | Participante              | Temporada 2                            |
| 2012    | Rei Davi             | Paltiel                   |                                        |
| 2012    | Balacobaco           | Jocislley Neves (Magno)   |                                        |
| 2018    | Deus Salve o Rei     | Henri                     | Episódio: "10 de janeiro"              |
| 2018    | Tá no Ar: a TV na TV | Thor                      | Temporada 5 Episódio: "9"              |